# Effet Sandbox
Pour les articles homonymes, voir Sandbox.
L'effet Sandbox est une hypothétique sorte de pénalité sur le référencement qui serait infligée par le moteur de recherche Google aux nouveaux domaines sur les mots clés les plus concurrentiels.
Selon les personnes qui prétendent l'existence de cet effet, soit le positionnement des nouveaux sites sur les mots-clés importants serait limité en progression, soit les nouveaux sites cherchant à se positionner trop vite, via un grand nombre de liens entrant, subiraient une « pénalité ».

## Réalité du phénomène
En 2024, un leak de l’algorithme Google publié accidentellement par Google confirmerait bien l'existence de ce phénomène.
Bien qu'aucune déclaration officielle n'ait été effectuée quant à son existence, de nombreuses personnes prétendent avoir par elles-mêmes constaté cet effet. Ce prétendu phénomène est donc notable sur le web, au moins par les nombreuses discussions et tentatives d'explications qu'il provoque.
Les opinions sur les causes de cet effet sont assez diverses : certains prétendent qu'il existe bel et bien une sorte de filtre responsable de l'effet, d'autres pensent qu'il s'agit simplement d'une conséquence de l'algorithme complexe de calcul utilisé par Google.

## Utilité prétendue
Les personnes ayant essayé d'analyser le phénomène semblent indiquer que si l'effet était volontaire de la part de Google, alors il s'agirait probablement d'une mesure destinée à faire face aux tentatives de référencement abusif (spamdexing) et autres tentatives de manipulation de l'index Google.

## Faire face à l'effet sandbox
Étant donné que l'effet sandbox n'est pas reconnu par tous (et encore moins perçu par tous de la même façon), il n'est pas surprenant que les façons de faire face à ce prétendu effet divergent aussi.
Néanmoins un certain nombre de conseils reviennent souvent :
- être patient[5] : c'est évidemment plus facile à faire quand on a le temps, ou que l'on travaille sur plusieurs projets en même temps ;
- ne pas négliger les autres moteurs de recherche, tels que Yahoo! Search, Ask.com, Live Search, etc. ;
- investir sur les mots clés en question sur Google AdWords[2] : s'il n'est pas possible de figurer dans les meilleurs résultats (de recherche) pour un mot clé, il peut être intéressant de figurer dans les liens publicitaires en haut de cette même page de résultat ;
- essayer de promouvoir le contenu en question sur des sites déjà établis[2] ;
- ajouter du contenu à votre site et obtenir des liens entrant sur des sites de qualité. De nombreux tutoriels existent sur le web.